# Grande Phasianelle
Macropygia magna
Espèce
Statut de conservation UICN

 LC  : Préoccupation mineure
La Grande Phasianelle ou Phasianelle de Timor (Macropygia magna) est une espèce de pigeon du genre Macropygia.

## Répartition
Cet oiseau se trouve en Indonésie et au Timor oriental.

## Sous-espèces
Selon Alan P. Peterson, il en existe quatre sous-espèces :
- Macropygia magna longa Meise 1930 ;
- Macropygia magna macassariensis Wallace 1865 ;
- Macropygia magna magna Wallace 1864 ;
- Macropygia magna timorlaoensis Meyer,AB 1884.